# Blueberry Hill (chanson)
 (avril 2023).
Si vous disposez d'ouvrages ou d'articles de référence ou si vous connaissez des sites web de qualité traitant du thème abordé ici, merci de compléter l'article en donnant les références utiles à sa vérifiabilité et en les liant à la section « Notes et références ».
Pour les articles homonymes, voir Blueberry Hill (homonymie).
Singles de Fats Domino
When My Dreamboat Comes Home
(1956) The Rooster Song
(1957)
Clip vidéo
[vidéo] « Fat Domino - Blueberry Hill », sur YouTube
Blueberry Hill (La Colline aux Bleuets) est une célèbre chanson d'amour, écrite par Al Lewis et Larry Stock et composée par Vincent Rose. Elle est enregistrée avec succès pour la première fois en 1940 par Sammy Kaye chez RCA Victor. Sa reprise par Fats Domino en 1956 en fait le plus important succès international de sa carrière, vendu à plus de 5 millions d'exemplaires dans le monde (Grammy Hall of Fame Award, inscrite au Registre national des enregistrements, classée 81e des 500 plus grandes chansons de tous les temps du magazine Rolling Stone en 2003).

## Histoire
La version originale est enregistrée avec succès le 31 mai 1940 par Sammy Kaye et son orchestre, avec la voix de Tommy Ryan (RCA Victor #26643). Elle est reprise cette même année par Gene Krupa, Glenn Miller, et Gene Autry (pour la musique de film du western The Singing Hill, de Lew Landers de 1941, ou il joue le rôle principal).
Traduction des paroles en français : « J'ai trouvé mon amour sur la colline aux bleuets, Quand je t'ai trouvée, La lune se tenait là immobile, Et s'est attardée jusqu'à ce que mes rêves deviennent réalité, Le vent dans le saule jouait, La douce mélodie de l'amour, Bien que nous soyons séparés, Tu fais toujours partie de moi, Car tu étais mon amour sur la colline aux bleuets ».
Fats Domino (1928-2017) la reprend seize ans plus tard en 1956 (adaptée de la version de Louis Armstrong de 1949) et en fait le succès international le plus important de sa carrière, n°2 des charts pop américains 1956 et numéro un des charts Rhythm & Blues pendant onze semaines, vendu à plus de 5 millions d'exemplaires dans le monde.
Elvis Presley enregistre cette chanson pour l’album Loving You en 1957.

## Reprises et adaptations

### Reprises
- Glenn Miller (Vocal : Ray Eberle) (1940)
- Louis Armstrong (1949)
- Fats Domino (1956)
- Nat King Cole (1956)
- Brenda Lee sur l'album Dynamite! (1959)
- Elvis Presley (1957)
- Ricky Nelson (1958)
- Johnny Hallyday sur l'album Sings America's Rockin' Hits (1962)
- Dick Rivers sur l'album Rock Machine (1972)

- Jerry Lee Lewis sur l'album Southern Roots (1973)
- The Beach Boys sur l'album 15 Big Ones (1976)
- Yellowman (1987)
- Little Richard (1994)
- Johnny Hallyday en duo avec Chris Isaak, dans une version enregistrée en public en 2006 (album La Cigale : 12-17 décembre 2006)
- Elton John sur l'album Goin' Home: A Tribute to Fats Domino (2007)
- Vladimir Poutine à un concert de charité (2010)

### Adaptations
- Eddy Mitchell l'adapte en français en 1977, sous le titre Sur la colline de Blueberry Hill, sur son album La Dernière Séance.

## Télévision et cinéma
- 1941 : The Singing Hill, western de Lew Landers (avec l'enregistrement de Gene Autry, dans le rôle principal)
- 1956 : The Ed Sullivan Show, émission de variétés d'Ed Sullivan, enregistrement en direct de Fat Domino[3]
- 1974-1984 : Happy Days (série télévisée), Richie Cunningham la chante dans la série[4]
- 1995 : L'Armée des douze singes, James Cole découvre "la musique du XXe siècle" à travers l'autoradio[5]